# Carey (Wisconsin)
Carey es un pueblo ubicado en el condado de Iron en el estado estadounidense de Wisconsin. En el Censo de 2010 tenía una población de 163 habitantes y una densidad poblacional de 1,46 personas por km².

## Geografía
Carey se encuentra ubicado en las coordenadas 46°17′20″N 90°12′10″O / 46.28889, -90.20278. Según la Oficina del Censo de los Estados Unidos, Carey tiene una superficie total de 111.48 km², de la cual 107.73 km² corresponden a tierra firme y (3.36%) 3.75 km² es agua.

## Demografía
Según el censo de 2010, había 163 personas residiendo en Carey. La densidad de población era de 1,46 hab./km². De los 163 habitantes, Carey estaba compuesto por el 96.93% blancos, el 0% eran afroamericanos, el 0% eran amerindios, el 0% eran asiáticos, el 0% eran isleños del Pacífico, el 0% eran de otras razas y el 3.07% pertenecían a dos o más razas. Del total de la población el 0.61% eran hispanos o latinos de cualquier raza.